# Puhasti zebrat
Puhasti zebrat (znanstveno ime Galeopsis pubescens) je zelnata enoletnica iz družine ustnatic (Lamiaceae), ki raste v različnih evropskih državah.

## Taksonomija
Prvi je puhastega zebrata opisal botanik avstrijskega rodu, Wilibald Swibert Joseph Gottlieb von Besser, v svojem delu z naslovom Primitiae Florae Galiciae Austriacae Utriusque iz leta 1809.
Nekateri avtorji prepoznavajo dve specifični podvrsti te vrste:
- Galeopsis pubescens subsp. murriana (Borbás & Wettst.) Murr
- Galeopsis pubescens subsp. pubescens

Določeni viri navajajo tri različne botanične varietete:
- Galeopsis pubescens var. carthusianorum Briq.
- Galeopsis pubescens var. minor Gaudin
- Galeopsis pubescens var. mollis Gaudin

Vrsta ima tudi dolg seznam različnih sinonimov.

## Opis
Ta pokončna zelnata enoletnica lahko doseže od 20 do 50 centimetrov višine in se navadno razrašča v zgornji polovici svojega stebla. Štirirobo steblo je pokrito tako z mehkimi kot tudi ščetinastimi dlakicami, pri čemer ščetine prekrivajo predvsem nodije (kolenca). V večini primerov je steblo pod nodiji nekoliko odebeljeno. Premenjalno nameščeni enostavni in celi listi so pecljati, nazobčani in pokriti s trihomi. Listi lahko dosežejo do 7 centimetrov dolžine in so suličasti do jajčastosuličasti ter se končajo s priostreno konico. Prilistov ni.
Zebratovi škrlatni do škrlatno rdeči zigomorfni cvetovi dosežejo od 2 do 2,5 centimetrov velikosti. Urejeni so v navidezna vretenčasta socvetja, ki so v bistvu pakobuli. Za puhasti zebrat so značilni tipični dvoustnati cvetovi ustnatic. Medsebojno zrasli venčni listi imajo rumeno venčno cev. Rastlinina gornja ustnica je trokrpa, pri čemer je osrednja krpa večja in z belo ali rumeno pego. Škrlatna spodnja ustna je ukrivljena in dlakasta. Zebratovi čašni listi so zrasli v čašno cev, ki jo pokriva gost sloj trihomov, sama cev pa se zaključi s koničastimi čašnimi zobci.
Cvetovi nimajo eteričnih olj in posledično ne oddajajo posebnega vonja. Ta entomofilna (žužkocvetna) rastlina cveti med julijem in septembrom. Zebratovi suhi plodovi so rjavkasti do črni oreški, ki so v četvericah in vsebujejo vsak po eno seme.
Laiki puhastega zebrata zlahka zamenjajo s podobnimi zebrati, kot sta drobnocvetni (Galeopsis bifida) in navadni zebrat (Galeopsis tetrahit), pa tudi z nekaterimi drugimi ustnaticami, recimo lisasto mrtvo koprivo (Lamium maculatum).
V preteklosti so puhasti zebrat uporabljali v tradicionalni medicini.

## Razširjenost
Območje razširjenosti puhastega zebrata predstavlja Evropa; njegov areal sega vse od vzhodnih delov Francije na zahodu do Rusije, Kavkaza in Sibirije na vzhodu. V nekaterih predelih Azije se pojavlja kot tujerodna (alohtona) vrsta.
Ta relativno pogosti zebrat je moč najti v raznih habitatih, vključujoč takšne, ki so človeškega porekla. Zebrat navadno raste v gozdovih, na gozdnih robov, v bližini poti, na poljih, v vinogradih in raznih ruderalnih površinah. Za optimalno območje rasti naj bi veljali predvsem razni tipi gozdov (aluvialni, hrastovi-gabrovi, akacijevi, bukovi, smrekovi ...).
Ker gre za enoletnico, ki neugodne razmere preživi v obliki semena, se puhasti zebrat uvršča med tako imenovane terofite.